# Sabrina Herft
Sabrina Herft (Colombo, 1988) è una modella singalese, eletta Miss Universo Sri Lanka 2012 e rappresentante della propria nazione all'edizione del 2012 del concorso Miss Universo.

## Miss Univers0 Sri Lanka 2012
Sabrina Herft è stata incoronata Miss Universo Sri Lanka 2012 presso l'Hilton Grand Ballroom, della città di Colombo domenica 22 luglio 2012.